# Éjeme
Éjeme és un municipi de la província de Salamanca, a la comunitat autònoma de Castella i Lleó.

## Demografia
| 1991 | 1996 | 2001 | 2004 |
| ---- | ---- | ---- | ---- |
| 288  | 212  | 173  | 168  |